# Marcelo Nascimento Leandro
Marcelo Nascimento Leandro (Sete Lagoas, Minas Gerais, 25 de novembro de 1988) é um futebolista brasileiro transgênero que atua como meio-campista. Atualmente está sem clube.

## Carreira
Marcelo iniciou sua carreira no futsal. Porém, após conquistar o tricampeonato mundial, decidiu procurar novos desafios, iniciando um novo capítulo com o futebol de campo.
Marcelo se assumiu transgênero em depoimento emocionante para a jornalista Joanna de Assis, em matéria para o GloboEsporte.com no Dia Nacional da Visibilidade Trans.
No depoimento, Marcelo relata ter sofrido abuso sexual na infância, além de ter sido internada em um hospital psiquiátrico após, em outubro, ter misturado remédios e álcool. Os responsáveis pela internação foram seu treinador na época, Arthur Elias e sua amiga e companheira de equipe Gabi Zanotti.
"Eu não queria treinar, comer, falar. Travei. Pode chamar de surto, nem sei explicar o que senti, mas não estava bem, tinha pensamentos suicidas, e às vezes o pânico me dava certeza de que eu iria morrer. Em outubro, me entupi de remédios e de álcool. Desapareci. O técnico do Corinthians, Arthur Elias, e minha companheira e amiga de time, Gabi Zanotti, decidiram me internar em um hospital psiquiátrico. Todos temiam pela minha vida."
Em agosto de 2019, Marcelo decidiu que passaria pela transição sexual. Em janeiro de 2020, passou por sua quinta sessão de hormonização.
Agora, em fevereiro de 2020, Marcelo espera ter chance de conseguir voltar para o futebol, só que no futebol masculino.

## Títulos

### Futebol

#### Corinthians
- Campeonato Brasileiro: 2018

### Futsal

#### Seleção Brasileira de Futsal Feminino
- Torneio Mundial de Futsal Feminino: 2010, 2011, 2012
- Copa América de Futsal Feminino: 2011